# Kurt Brand
Pour les articles homonymes, voir Brand.
Kurt Brand, né le 10 mai 1917 à Wuppertal et décédé le 8 novembre 1991  à Kaltern dans le Tyrol, est un écrivain de science-fiction allemand. Kurt Brand publia des romans sous divers pseudonymes, dont Lars Torsten et C. R. Munro.

## Biographie
Kurt Brand grandit dans la petite ville allemande de Rheinbach, où il suit sa scolarité, lit Jules Verne et crée en 1931 et 1932 un journal scolaire dont il publie cinq numéros. C'est dans ce journal que paraît sa première nouvelle de science-fiction, Die weiße Sonne [Le soleil blanc]. En 1935, à dix-huit ans, il propose son premier roman, Motoren donnern zum Ziel, à des éditeurs, mais essuie un refus. Son second roman, Eisberge bekämpfen die Welt [Des icebergs à l'assaut du monde], ne fut pas publié à cause de la pénurie de papier causée par les débuts de la Seconde Guerre mondiale.
Pendant la période nazie, Kurt Brand est soldat à Peenemünde. Comme il le déclara lui-même plus tard, Kurt Brand fut sans doute le seul auteur de science-fiction qui ait jamais participé au lancement des premières fusées V2 en direction de l'Angleterre.
En 1945, Kurt Brand est fait prisonnier par les troupes russes. Après la guerre, en 1946, il déménage à Cologne. Il crée alors l'une des plus importantes bibliothèques de prêt privées, avec 24 000 livres, et s'installe comme écrivain indépendant. À cette époque, il réussit à publier son premier roman, Türme in der Sahara [Des Tours dans le Sahara], qui paraît aux éditions Anker en 1951. La suite, Außenstation VII explodiert [La station orbitale VII explose], fut publiée aux éditions Alka en 1956.
Pendant les années 1950, Kurt Brand se fait un nom parmi les auteurs des collections destinées aux bibliothèques de prêt privées, avec des romans fantastiques parfois réellement déjantés. Le mélange d'idées folles et de décors étranges associé à un style d'écriture très personnel - qui contourne souvent les règles basiques de la grammaire allemande - suscite à cette époque à la fois des critiques véhémentes et une admiration enthousiaste. Les critiques reconnaissent cependant à Kurt Brand le bon niveau de sa production par rapport à ce qui se fait généralement à l'époque dans le domaine du roman populaire. Entre 1951 et 1959, il écrit vingt-et-un romans de science-fiction et cent vingt-huit romans dans d'autres genres, dont une majorité de westerns. Kurt Brand compte, aux côtés de Karl-Herbert Scheer, de Clark Darlton et de Wolf Detlef Rohr, parmi les pionniers de la science-fiction de langue allemande de cette période.
Le 27 avril 1962, il rejoint l'équipe de Perry Rhodan. Sa première contribution apparaît avec le roman Perry Rhodan no 34, L'errant de l'éternité. Kurt Brand écrira en tout trente-huit romans de la série Perry Rhodan. Il fut également l'auteur d'un livre de poche, volume 3, Schatzkammer der Sterne, et du roman Atlan no 15, Die Transmitterfalle. En 1965, il termine son dernier roman pour la série Perry Rhodan, avec Le retour d'un banni. Le 10 septembre 1965, il quitte la rédaction de Perry Rhodan à la suite d'un contentieux avec l'éditeur. Certaines sources parlent même d'une rixe.
Après sa rupture avec Perry Rhodan, il développe sa propre série, Ren Dhark, et la propose aux éditions Kelter. Kurt Brand rédige toutes les esquisses de scénarios et cinquante-trois des quatre-vingt-dix-huit romans qui composent la série. Mais la série ne rencontre par le succès commercial escompté.
Kurt Brand passe ensuite un contrat avec les éditions Zauberkreis, qui concurrencent les collections de science-fiction des éditions Pabel. À cette époque de rupture, Kurt Brand réoriente son œuvre vers le roman policier et lance Checkpart 2000, une collection des romans policiers qui se déroulent dans un univers utopique et fantastique. Il contribue également pour une bonne part aux séries Jerry Cotton, Kommissar X, Captain Morris, puis écrit quelques histoires de vampires. Il réactive à cette occasion son ancien pseudonyme C. R. Munro pour toute sa nouvelle production de science-fiction.
En 1971, Kurt Brand crée pour les éditions Andromada de Cologne, la série de science-fiction appelée Raumschiff Promet [Vaisseau spatial Promet], dont le titre officiel complet était Arn Borul - Von Stern zu Stern [Arn Borul - D'étoile en étoile]. Il s'en occupa pendant une année avant de se brouiller avec son éditeur et d'être remplacé par l'auteur de science-fiction Hermann Peters. Parallèlement, il écrit également quelques numéros de séries de SF telles que Zeitkugel [La sphère temporelle] et Cosmos 1999. À la fin des années 1980, il se réconcilie finalement avec les auteurs de la série Perry Rhodan et participe, pour la plus grande joie de ses fans, à la convention mondiale Perry Rhodan (Worldcon Perry Rhodan).
Kurt Brand décède le 8 novembre 1991 des suites d'une grave maladie à l'âge de 74 ans, dans sa patrie d'élection, le village Kaltern dans le Tirol du sud. En 74 ans, Kurt Brand aura écrit entre 900 et 1000 romans. Dans le petit volume TERRA no 221, on peut lire un portrait de l'auteur qui est régulièrement cité dans les ouvrages spécialisés : « La SF signifie plus pour moi qu'une simple suite d'aventures revêtues d'un habit moderne. Le rêve ancestral de l'humanité de découvrir de nouvelles étoiles et de percer leur mystère, est proche d'être réalisé. Mais ces grands projets exigent en même temps un nouveau type d'Homme, toujours prêt à prouver qu'il est, finalement, digne de parcourir l'immensité de l'espace pour atteindre ces étoiles. »

## Œuvres (sélection)

### Romans horsPerry Rhodan
- Türme in der Sahara [Des tours dans le Sahara], 1951 ;
- Aussenstation VII explodiert [La station orbitale VII explose], 1956 ;
- Milchstraße M 1 [Voie lactée M 1], 1956 ;
- Raum der schwarzen Sonnen [L'espace des soleils noirs], Terra #85, 1957 ;
- Weltraum Zwo-Fünf [Espace Deux-Cinq], 1957 ;
- Das unmögliche Weltall [L'univers impossible], Terra #70, 1958 ;
- Die Zeitspirale [La Spirale du temps], Terra #75, 1958 ;
- Schatten der Vergangenheit [Les Ombres du passé], C. R. Munro, Zauberkreis SF #75, 1958 ;
- Stern ohne Wiederkehr [L'Étoile sans retour], C. R. Munro, Terra #78, 1958 ;
- Die geheimnisvolle Formel [La formule secrète], 1958 ;
- Er nahm die Erde mit [Il a emporté la Terre], C. R. Munro, 1958
- Die Zukunft war gestern [L'avenir était hier], 1958 ;
- Das Sternenschiff [Le vaisseau stellaire], C. R. Munro, 1959
- Ein Tag wie jeder andere [Un jour comme un autre], C. R. Munro, 1959
- Gefesselte Planeten [Les planètes enchaînées], C. R. Munro, Terra #52, Zauberkreis SF #93, 1959
- Raum hinter der Zeit [L'espace derrière le temps], C. R. Munro, Terra #101, 1959
- Der Gral-Mutant [Le mutant Graal], C. R. Munro, auch als Lars Thorsten, Terra #154, 1959
- Sie kamen nie an [Ils n'arrivèrent jamais], C. R. Munro, 1959 ;
- Am Ende der Ewigkeit [À la fin de l'éternité], 1959 ;
- Treibsand zwischen den Sternen [Les sables mouvants interstellaires], Peter L. Starne, Andromeda Science Fiction #10, 1962 ;
- Tote gehen ihren Weg allein [Les morts font cavalier seul], C. R. Munro, Zauberkreis SF #104, 1970 ;
- Rückkehr aus dem Bellridge-System [Retour du Système Bellridge], T. W. Marks, Andromeda Science Fiction #8, 1972 ;
- Die Para-Zange [La Para-pince], C. R. Munro, Zauberkreis SF #121, 1972 ;
- Welten sterben wie Fliegen [Les mondes tombent comme des mouches], C. R. Munro, Zauberkreis SF #122, 1972 ;
- Alarmstufe 1 [Alerte maximum], C. R. Munro, Zauberkreis SF #129, 1972 ;
- Sternenjäger [Chasseur d'étoiles], Peter L. Starne, Andromeda Science Fiction #6, 1972 ;
- Die Skorpione aus dem Silur [Les Scorpions du Silure], C. R. Munro, Grusel-Krimi #36, 1976 ;
- Der Einhornreiter [Le cavalier de la licorne], Cora Shapiro, Vampir-Heft #288, 1978 ;
- Vampire gehören gepfählt [Les vampires doivent être empalés], Cora Shapiro, Vampir-Heft #313, 1979 ;
- Der knisternde Planet [La planète crissante], Zauberkreis SF #99 ;
- Aus Weltraumtiefen [Des profondeurs de l'espace], Terra #64 ;
- Trans-Universum [ Trans-Univers] ;
- Die Ewigkeit ist voller Sterne [L'éternité est pleine d'étoiles], C. R. Munro,
- Phänomen Galaxis [Phénomène galaxie], C. R. Munro,
- Als der Fremde kam [Lorsque l'étranger arriva], Andromeda Science Fiction #1,
- Genies vom Fliessband [Des génies à la chaîne], Andromeda Science Fiction #2,
- Angriff aus Alpha Centauri [L'Attaque venue d'Alpha Centauri], Andromeda Science Fiction #7
- Die Wächter der Ewigen [Les gardiens des éternels], Andromeda Science Fiction #11,
- Planet der Zwillinge [La Planète des Gémeaux], Andromeda Science Fiction #13,
- Sternenduft [Parfum d'étoiles], Andromeda Science Fiction #17,
- Transition in die Ewigkeit [Transition dans l'éternité], Andromeda Science Fiction #19,
- Amplituden Tod [Les amplitudes de la mort], Andromeda Science Fiction #23,
- Planet der Hoffnung [La planète de l'espoir], Andromeda Science Fiction #26,
- Sternengespenster [Fantômes d'étoiles], Andromeda Science Fiction #28

### Romans de la collectionPerry Rhodan
- 34 L'errant de l'éternité (Levtan, der Verräter)
- 42 L'Arche des aïeux (Raumschiff TITAN funkt SOS)
- 46 Le Barrage bleu (Geschäfte mit Arkon-Stahl)
- 51 L'aventure arkonide (Jagd nach dem Leben)
- 55 Rencontres extragalactiques (Der Schatten des Overhead)
- 67 Le mirage de la montagne chantante (Zwischenspiel auf Siliko V)
- 71 Rebellion sur Euhja (Fehlsprung der Tigris)
- 72 La deuxième partie du roman La Métamorphose du molkex : "Im Banne des Riesenplaneten"
- 78 L'Offensive de crétinisation (Thoras Opfergang)
- 83 Mulots en mission (Hallo Topsid, bitte melden!)
- 89 Planète de pénitence (Guckys große Stunde)
- 90 Les Gardiens des Galaxies (Atlan in Not)
- 97 Téléporteurs dans les ténèbres (Preis der Macht)
- 98 Les condamnés du Centre (Entfesselte Gewalten)
- 103 Les astéroïdes d'alphabêta (Das Plasma-Ungeheuer)
- 109 La sphère spatio-temporelle (Der Blockadering um Lepso)
- 112 L'ingénieur intergalactique (Der Mann mit den zwei Gesichtern)
- 114 L'être d'Emeraude (Rufer aus der Ewigkeit)
- 123 Les transmuteurs de Tanos (Saboteure in A-1)
- 130 Naufrage dans le néant (Freiwillige für Frago)
- 132 L'escapade de l'Emir (Die Macht der Unheimlichen)
- 137 Le sacrifice suprême (Sturm auf die Galaxis)
- 138 Au cœur de la démesure (Risiko unendlich groß)
- 142 Sur le fil du rasoir (Agenten der Vernichtung)
- 148 Missions magellaniques (Sprung in den Interkosmos)
- 149 Le réveil d'un Titan (Kampf um die Hundertsonnenwelt)
- 152 Poison pour une planète (Größer als die Sonne...)
- 159 Les labyrinthes de M 87 (Gucky, der Großwildjäger)
- 164 Le repaire des symbiotes (Im Bann des Riesenplaneten)
- 165 Uchronies arkonides (Kontaktschiff Terrania)
- 170 Le piège des Pelewons (Im Dschungel der Sterne)
- 175 Le spectre de Sepulveda (Wettlauf gegen die Zeit)
- 176 Le secret de la pyramide (In letzter Minute)
- 185 Des Bestians aux Ulebs (Flammen über Badun)
- 186 La tanière hors du temps (Die Hypno-Kugel)
- 193 Les chronoclastes de Copernic (Panik im Sonnensystem)
- 199 Les ludions du temps (Arkons Ende)
- 204 Un frère au-delà des siècles (Das Drung)
- 208 Le retour d'un banni (Die blauen Herrscher)